# Podział administracyjny Kościoła katolickiego

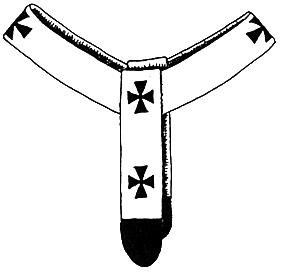
Paliusz – atrybut władzy metropolity, podkreślający jego nadrzędną pozycję w kościele partykularnym

Podział administracyjny Kościoła katolickiego – wynikający z hierarchicznego charakteru Kościoła katolickiego podział na określone przez prawo kanoniczne jednostki terytorialne, zależne wobec siebie. Ich podstawą prawną są kanony od 431 do 572 kodeksu prawa kanonicznego z 1983 dla Kościoła łacińskiego, oraz kanony 63 do 321 kodeksu kanonów Kościołów wschodnich dla Katolickich Kościołów wschodnich.

## Struktura administracyjna łacińskiego Kościoła katolickiego
| Lp. | Nazwa jednostki             | Tytuł zwierzchnika                            | Liczba jednostek podziału | Uwagi |
| --- | --------------------------- | --------------------------------------------- | --- | --- |
| *   | Region kościelny            | –                                             | | Jednostka pomocnicza, tworzona fakultatywnie na podstawie kodeksu prawa kanonicznego. Obecnie istnieje we Francji, Włoszech i Brazylii. |
| 1.  | Metropolia                  | Metropolita                                   | - 526 metropolii terytorialnych (w tym 3 patriarchaty) - 84 metropolii tytularnych | Inaczej prowincja kościelna. Łączy kilka diecezji. |
| 2.  | Diecezja Archidiecezja      | Biskup diecezjalny (Arcybiskup diecezjalny)   | - 2115 diecezji terytorialnych - 1862 diecezji tytularnych - 574 archidiecezji terytorialnych (w tym 526 na czele z metropolitą, 48 pozostałych) 1981 – diecezje tytularne (w tym 85 archidiecezje) - 151 archidiecezji tytularnych (w tym 84 na czele z metropolitą, pozostałych 67) | Standardowa jednostka terytorialna, podległa metropolii (poniżej formy szczególne). Łączy wspólnotę lokalną w Kościół partykularny. Diecezja może funkcjonować, na mocy egzempcji jako diecezja wyjęta, podległa nie metropolii, a bezpośrednio Stolicy Apostolskiej.                                                              |
| 2.  | Opactwo terytorialne        | Opat terytorialny                             | 11 | W tego typu opactwach, opat dzierży nie tylko władzę przełożonego wobec przebywających w klasztorze, lecz również władzę równą biskupowi diecezjalnemu na określonym terytorium, które nie przynależy wówczas do żadnej diecezji.                                                                                                  |
| 2.  | Prałatura terytorialna      | Prałat terytorialny                           | 44 | Szczególna jednostka tworzona np. dla Loreto, gdzie prałatura obejmuje wyłącznie owo miasteczko, zaś jej samodzielność administracyjna jest wyrazem szczególności owego miejsca lub oddzielna prałatura dla kapłanów z Mission de France.                                                                                          |
| 2.  | Administratura apostolska   | Administrator apostolski                      | 8 | Tymczasowa struktura administracji kościelnej. Najczęściej jest tworzona w krajach misyjnych jako etap pośredni przed utworzeniem diecezji, tak jak np. od 1999 w Atyrau w Kazachstanie. Często tworzy się je także na tych obszarach, gdzie przebieg granic państwowych nie jest jeszcze uregulowany traktatami międzynarodowymi. |
| 2.  | Wikariat apostolski         | Wikariusz apostolski                          | 87 | Status wikariatu otrzymują najczęściej wspólnoty zbyt małe, aby uzyskać status diecezji, często znajdujące się na terenach misyjnych. Wikariusz apostolski najczęściej jest biskupem tytularnym. |
| 2.  | Prefektura apostolska       | Prefekt apostolski                            | 40 | Prefektura apostolska jest pierwszym krokiem w organizowaniu na danym terytorium struktury kościelnej, przed wikariatem apostolskim. |
| 2.  | Misja sui iuris             | Superior                                      | 8 | Taka misja stanowi wstępny etap istnienia Kościoła lokalnego na terenach, gdzie jest mało katolików bądź status polityczny terenu jest niepewny. Brak jej jednak określenia w Kodeksie Prawa Kanonicznego. |
| 3.  | Dekanat (wikariat rejonowy) | Dziekan, (wikariusz rejonowy, archiprezbiter) | | Dekanat grupuje po kilka parafii. |
| 4.  | Parafia                     | Proboszcz                                     | | Najniższa jednostka organizacyjna (gmina). |

## Struktura administracyjna Katolickich kościołów wschodnich
| Lp. | Nazwa jednostki                   | Tytuł zwierzchnika                         | Liczba jednostek podziału | Uwagi |
| --- | --------------------------------- | ------------------------------------------ | --- | --- |
| 1.  | Patriarchat                       | Patriarcha                                 | 6 – terytorialne 2 – tytularne | Na czele następujących Kościołów wschodnich: * Chaldejski Kościół Katolicki * Kościół katolicki obrządku koptyjskiego * Grecki Melchicki Kościół Katolicki * Kościół katolicki obrządku syryjskiego * Kościół katolicki obrządku ormiańskiego * Kościół maronicki |
| 1.  | Arcybiskupstwo większe            | Arcybiskup większy                         | 4 | Na czele następujących Kościołów wschodnich: * Ukraiński Kościół greckokatolicki * Syromalabarski Kościół katolicki * Syromalankarskiego Kościoła katolickiego * Rumuński Kościół greckokatolicki                                                                 |
| 2.  | Metropolia                        | Metropolita                                | 34 metropolii terytorialnych 14 metropolii tytularnych | Inaczej prowincja kościelna. Podległa zwierzchnikowi (patriarsze lub arcybiskupowi większemu) jedna z wielu jednostek terytorialnych, bądź najwyższa jednostka danego Kościoła wschodniego. Grupuje kilka eparchii (diecezji).                                    |
| 3.  | Eparchia (diecezja) Archieparchia | Eparcha (biskup) Archieparcha (arcybiskup) | - 90 eparchii terytorialnych - 41 eparchii tytularnych - 58 archieparchii terytorialnych (w tym: 19 z metropolitą, 4 z arcybiskupem większym, 6 z patriarchą na czele) - 33 archieparchii tytularnych (w tym: 12 z metropolitą, 2 z patriarchą na czele) | Odpowiednik diecezji w kościele łacińskim. Różnie nazywany w zależności od kościoła. |
| 3.  | Egzarchat apostolski              | Egzarcha apostolski                        | 15 | W katolickich Kościołach wschodnich egzarchaty stanowią odpowiedniki rzymskokatolickich wikariatów apostolskich. Podlegają Stolicy Apostolskiej |
| 3.  | Egzarchat patriarchalny           | Egzarcha patriarchalny                     | 9 | W katolickich Kościołach wschodnich egzarchaty stanowią odpowiedniki rzymskokatolickich wikariatów apostolskich. Podlegają odpowiedniemu patriarsze. |
| 3.  | Egzarchat arcybiskupi             | Egzarcha arcybiskupi                       | 3 | W katolickich Kościołach wschodnich egzarchaty stanowią odpowiedniki rzymskokatolickich wikariatów apostolskich. Podlegają odpowiedniemu arcybiskupowi większemu.                                                                                                 |
| 3.  | Terytorium patriarsze             | Protosyncel (wikariusz patriarszy)         | 5 | Jest to terytorium podległe bezpośrednio patriarsze, tworzone dla jednego, lub nawet kilku państw. |
| 4.  | Dekanat                           | Protoprezbiter                             | | Dekanat grupuje po kilka parafii. Jego istnienie nie jest koniecznością. |
| 5.  | Parafia                           | Proboszcz                                  | | Najniższa jednostka organizacyjna (gmina). |

## Personalne jednostki podziału administracyjnego Kościoła katolickiego
Ordynariat personalny – tworzony są dla grup wiernych, który z różnych powodów pozostają wyłączone z lokalnych, terytorialnych struktur kościelnych, pozostają jednak w pełnej komunii (łączności) z Kościołem katolickim jako całością i podlegają władzy papieża, a także mają ustanowionego własnego ordynariusza i katedrę. Do ordynariatów personalnych należą:
- Ordynariat polowy – jednostka administracyjna w Kościele katolickim, odpowiadająca diecezji. Obejmuje żołnierzy i ich rodziny na terenie jednego kraju. Na czele ordynariatu stoi biskup polowy. Posługują w nim kapelani wojskowi. Aktualny status katolickich ordynariatów polowych jest określony na mocy konstytucji apostolskiej Spirituali militum curae. Obecnie istnieje 36 ordynariatów polowych, na świecie.

- Ordynariat katolickich Kościołów wschodnich – jednostki powstałe w niektórych państwach, gdzie dominującą gałęzią katolicyzmu jest Kościół łaciński (rzymskokatolicki), jednakże żyją tam również w pewnej liczbie wierni katolickich Kościołów wschodnich, tworzone są dla nich ordynariaty personalne, posiadające właściwą dla tych obrządków liturgię, a także odrębne duchowieństwo itd. Z reguły na ich czele stoi jeden z biskupów rzymskokatolickich. Obecnie istnieje 8 takich ordynariatów na świecie.

- Ordynariat personalny dla byłych anglikanów – jednostki utworzone na mocy konstytucji apostolskiej Anglicanorum coetibus papieża Benedykta XVI Anglicanorum coetibus z 4 listopada 2009. Ordynariusze, stojący na ich czele nie muszą posiadać sakry biskupiej, jednak nawet jako prezbiterzy cieszą się pełnią uprawnień kanonicznych równych biskupowi diecezjalnemu, z wyjątkiem wykonywania czynności pontyfikalnych, przede wszystkim wyświęcania nowych kapłanów. Podlegają im odpowiednie parafie personalne. Obecnie istnieją 3 na świecie.

Apostolska administratura personalna – Istnieje obecnie jedna jednostka tego typu – Apostolska administratura personalna Świętego Jana Marii Vianneya, stworzona 18 stycznia 2002 roku na skutek pojednania się ze Stolicą Apostolską tradycjonalistycznego biskupa Licinio Rangela i grupy duchownych zrzeszonych w Bractwie Kapłańskim Świętego Jana Marii Vianneya (FSSJV).
Prałatura personalna – jednostka w Kościele katolickim tworzona dla właściwego rozmieszczenia duchowieństwa albo prowadzenia specjalnych dzieł duszpasterskich lub misyjnych, albo dla różnych grup społecznych, przy czym realizacja tych celów dotyczy różnych regionów i przez to wykracza poza możliwości pojedynczych diecezji. Aktualnie jedyną prałaturą personalną w Kościele katolickim jest Opus Dei, powołana w 1982 r. na mocy konstytucji apostolskiej Jana Pawła II Ut sit. Podlega ona Dykasterii ds. Duchowieństwa.
Parafia personalna – taka parafia, która obejmuje wyodrębnioną z diecezji wspólnotę wiernych, której na stałe, z jakiegoś istotnego powodu, niezależnie od ich miejsca zamieszkania, został przydzielony proboszcz jako jej własny pasterz. Powodem tym może być m.in. obrządek, język, narodowość wiernych czy przywiązanie do rytu trydenckiego.

## Szczegółowy podział terytorialny Kościoła katolickiego w poszczególnych krajach

### Europa
- Podział administracyjny Kościoła katolickiego w Albanii
- Podział administracyjny Kościoła katolickiego w Austrii
- Podział administracyjny Kościoła katolickiego w Belgii
- Podział administracyjny Kościoła katolickiego na Białorusi
- Podział administracyjny Kościoła katolickiego w Bośni i Hercegowinie
- Podział administracyjny Kościoła katolickiego w Bułgarii
- Podział administracyjny Kościoła katolickiego w Chorwacji
- Podział administracyjny Kościoła katolickiego w Czechach
- Podział administracyjny Kościoła katolickiego w Estonii
- Podział administracyjny Kościoła katolickiego w Finlandii
- Podział administracyjny Kościoła katolickiego we Francji
- Podział administracyjny Kościoła katolickiego w Danii
- Podział administracyjny Kościoła katolickiego w Grecji
- Podział administracyjny Kościoła katolickiego w Hiszpanii
- Podział administracyjny Kościoła katolickiego w Holandii
- Podział administracyjny Kościoła katolickiego w Irlandii i Irlandii Północnej
- Podział administracyjny Kościoła katolickiego na Litwie
- Podział administracyjny Kościoła katolickiego na Łotwie
- Podział administracyjny Kościoła katolickiego w Niemczech
- Podział administracyjny Kościoła katolickiego w Norwegii
- Podział administracyjny Kościoła katolickiego w Polsce
- Podział administracyjny Kościoła katolickiego w Portugalii
- Podział administracyjny Kościoła katolickiego w Rosji
- Podział administracyjny Kościoła katolickiego w Rumunii
- Podział administracyjny Kościoła katolickiego w Serbii
- Podział administracyjny Kościoła katolickiego na Słowacji
- Podział administracyjny Kościoła katolickiego w Słowenii
- Podział administracyjny Kościoła katolickiego w Szwajcarii
- Podział administracyjny Kościoła katolickiego w Szwecji
- Podział administracyjny Kościoła katolickiego w Turcji
- Podział administracyjny Kościoła katolickiego na Ukrainie
- Podział administracyjny Kościoła katolickiego na Węgrzech
- Podział administracyjny Kościoła katolickiego we Włoszech

### Azja
- Podział administracyjny Kościoła katolickiego w Bangladeszu
- Podział administracyjny Kościoła katolickiego w Chinach
- Podział administracyjny Kościoła katolickiego na Filipinach
- Podział administracyjny Kościoła katolickiego w Indiach
- Podział administracyjny Kościoła katolickiego w Indonezji
- Podział administracyjny Kościoła katolickiego w Iraku
- Podział administracyjny Kościoła katolickiego w Iranie
- Podział administracyjny kościoła katolickiego w Izraelu
- Podział administracyjny Kościoła katolickiego w Jordanii
- Podział administracyjny Kościoła katolickiego w Kambodży
- Podział administracyjny Kościoła katolickiego w Kazachstanie
- Podział administracyjny Kościoła katolickiego w Korei
- Podział administracyjny Kościoła katolickiego w Laosie
- Podział administracyjny Kościoła katolickiego w Libanie
- Podział administracyjny Kościoła katolickiego w Malezji
- Podział administracyjny Kościoła katolickiego na Sri Lance
- Podział administracyjny Kościoła katolickiego w Mjanmie
- Podział administracyjny Kościoła katolickiego w Pakistanie
- Podział administracyjny Kościoła katolickiego w Rosji
- Podział administracyjny Kościoła katolickiego w Syrii
- Podział administracyjny Kościoła katolickiego w Tajlandii
- Podział administracyjny Kościoła katolickiego na Tajwanie
- Podział administracyjny Kościoła katolickiego na Timorze Wschodnim
- Podział administracyjny Kościoła katolickiego w Turcji
- Podział administracyjny Kościoła katolickiego w Wietnamie

### Afryka
- Podział administracyjny Kościoła katolickiego w Algierii
- Podział administracyjny Kościoła katolickiego w Angoli
- Podział administracyjny Kościoła katolickiego w Beninie
- Podział administracyjny Kościoła katolickiego w Burkinie Faso
- Podział administracyjny Kościoła katolickiego w Botswanie
- Podział administracyjny Kościoła katolickiego w Burundi
- Podział administracyjny Kościoła katolickiego w Czadzie
- Podział administracyjny Kościoła katolickiego w Dżibuti
- Podział administracyjny Kościoła katolickiego w Egipcie
- Podział administracyjny Kościoła katolickiego w Eswatini
- Podział administracyjny Kościoła katolickiego w Etiopii
- Podział administracyjny Kościoła katolickiego w Erytrei
- Podział administracyjny Kościoła katolickiego w Gabonie
- Podział administracyjny Kościoła katolickiego w Gambii
- Podział administracyjny Kościoła katolickiego w Ghanie
- Podział administracyjny Kościoła katolickiego w Gwinei
- Podział administracyjny Kościoła katolickiego w Gwinei Bissau
- Podział administracyjny Kościoła katolickiego w Gwinei Równikowej
- Podział administracyjny Kościoła katolickiego w Kamerunie
- Podział administracyjny Kościoła katolickiego w Kenii
- Podział administracyjny Kościoła katolickiego na Komorach
- Podział administracyjny Kościoła katolickiego w Demokratycznej Republice Konga
- Podział administracyjny Kościoła katolickiego w Kongu
- Podział administracyjny Kościoła katolickiego w Lesotho
- Podział administracyjny Kościoła katolickiego w Liberii
- Podział administracyjny Kościoła katolickiego w Libii
- Podział administracyjny Kościoła katolickiego na Madagaskarze
- Podział administracyjny Kościoła katolickiego na Majotcie
- Podział administracyjny Kościoła katolickiego w Malawi
- Podział administracyjny Kościoła katolickiego w Mali
- Podział administracyjny Kościoła katolickiego w Maroku
- Podział administracyjny Kościoła katolickiego w Mauretanii
- Podział administracyjny Kościoła katolickiego na Mauritiusie
- Podział administracyjny Kościoła katolickiego w Mozambiku
- Podział administracyjny Kościoła katolickiego w Namibii
- Podział administracyjny Kościoła katolickiego w Nigrze
- Podział administracyjny Kościoła katolickiego w Nigerii
- Podział administracyjny Kościoła katolickiego w Republice Zielonego Przylądka
- Podział administracyjny Kościoła katolickiego na Reunionie
- Podział administracyjny Kościoła katolickiego w Południowej Afryce
- Podział administracyjny Kościoła katolickiego w Republice Środkowoafrykańskiej
- Podział administracyjny Kościoła katolickiego w Rwandzie
- Podział administracyjny Kościoła katolickiego w Saharze Zachodniej
- Podział administracyjny Kościoła katolickiego w Senegalu
- Podział administracyjny Kościoła katolickiego na Seszelach
- Podział administracyjny Kościoła katolickiego w Sierra Leone
- Podział administracyjny Kościoła katolickiego w Somalii
- Podział administracyjny Kościoła katolickiego w Sudanie
- Podział administracyjny Kościoła katolickiego w Sudanie Południowym
- Podział administracyjny Kościoła katolickiego w Tanzanii
- Podział administracyjny Kościoła katolickiego w Togo
- Podział administracyjny Kościoła katolickiego w Tunezji
- Podział administracyjny Kościoła katolickiego w Ugandzie
- Podział administracyjny Kościoła katolickiego na Wybrzeżu Kości Słoniowej
- Podział administracyjny Kościoła katolickiego na Wyspie Świętej Heleny, Wyspie Wniebowstąpienia i Tristan da Cunha
- Podział administracyjny Kościoła katolickiego na Wyspach Świętego Tomasza i Książęcej
- Podział administracyjny Kościoła katolickiego w Zambii
- Podział administracyjny Kościoła katolickiego w Zimbabwe